# جوزيف بوتين بوراسا
جوزيف بوتين بوراسا هو سياسي كندي، ولد في 13 نوفمبر 1853 في Saint-Romuald, Quebec ‏ في كندا، وتوفي في 12 يوليو 1943. نشط حزبياً في الحزب الليبرالي الكندي. وقد انتخب عضو مجلس العموم الكندي.